# Дерматом (анатомія)
Дерматом — це ділянка шкіри, яка в основному поєднується аферентними нервовими волокнами з дорзальним корінцем будь-якого даного спинномозкового нерва. Є 8 шийних нервів (C1 є винятком без дерматома), 12 грудних нервів, 5 поперекових нервів і 5 крижових нервів. Кожен з цих нервів передає відчуття (включно з больовими) від певної ділянки шкіри до мозку.
Термін також використовується для позначення частини ембріонального соміту.
Уздовж грудної клітки та черевної порожнини дерматоми схожі на нагромадження горизонтальних шарів, з яких складене тіло людини; кожен з цих шарів приєднаний до іншого спинномозкового нерва. Вздовж рук і ніг малюнок інший: дерматоми проходять не впоперек, а вздовж кінцівок. Хоча загальна картина схожа в усіх людей, точна карта зон іннервації в кожної окремої людини унікальна наскільки, як і відбитки пальців.
Ділянка шкіри, яка іннервується одним нервом, називається полем периферичного нерва.
Слово дерматом утворено від давньогрецького δέρμα «шкіра, схованка» та τέμνω «вирізати».

## Клінічне значення

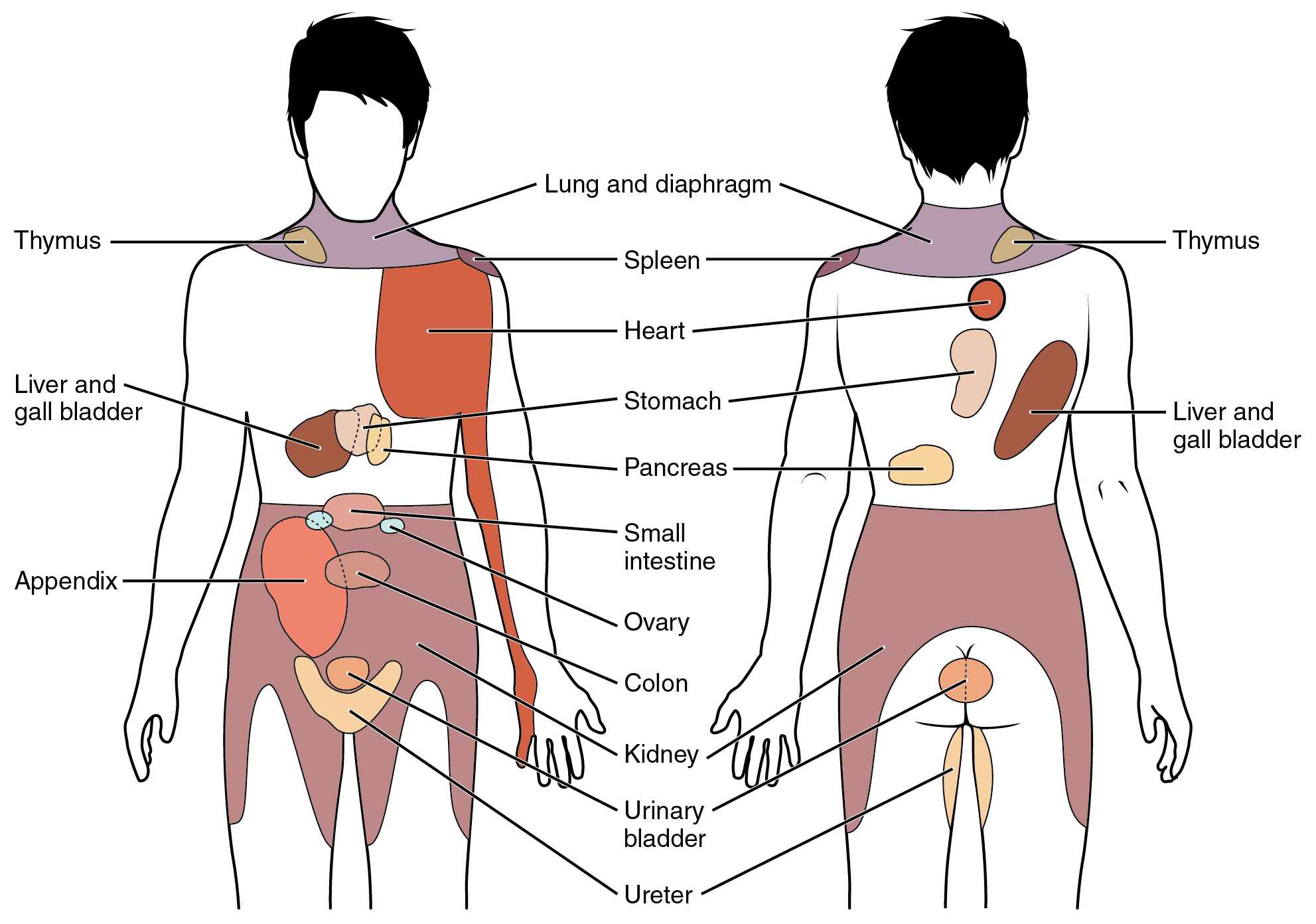
Відображений біль: свідоме сприйняття вісцеральних відчуттів стосується певних ділянок тіла, які не є джерелами відчуттів. Деякі згадані болі через вісцеральні відчуття відображаються дерматомами, на які їх переносять волокна з відповідного рівня спинного мозку.

Дерматом — це ділянка шкіри, що містить сенсорні нейрони, поєднані з гангліями спинномозкових нервів. Симптоми, які проявляються на дерматомі (наприклад, біль або висип), можуть вказувати на патологію, яка стосується відповідного нервового корінця. Прикладом може бути соматична дисфункція хребта або вірусна інфекція. Певні проблеми зі шкірою мають тенденцію орієнтувати ураження в дерматомному напрямку.
При цьому відображений біль у певних дерматомах може переноситись сенсорними нервовими волокнами, які можуть об'єднуватися на тому ж рівні спинного мозку, що й загальні вісцеральні аферентні волокна, що йдуть, наприклад, від серця. Коли стимулюється загальне вісцеральне сенсорне волокно, центральна нервова система не може чітко розрізнити, чи походить біль від поверхні тіла, чи від внутрішніх органів, тому вона сприймає джерело болю, ніби воно десь на поверхні тіла, наприклад, на лівій руці чи у щелепі. Таким чином, біль «відображається» на споріднених дерматомах того самого сегмента хребта.
Віруси, які перебувають у стані спокою в нервових ґанґліях (наприклад, вірус вітряної віспи, який викликає як вітряну віспу, так і гострий герпес), часто спричиняють біль, висип або те й інше за зразком, визначеним дерматомом (за герпетичним зразком). Однак симптоми можуть не проявлятися на всьому дерматомі.

## Важливі дерматоми та анатомічні орієнтири
Нижче наведено список спинномозкових нервів і точок, які характерно належать до дерматома кожного нерва:

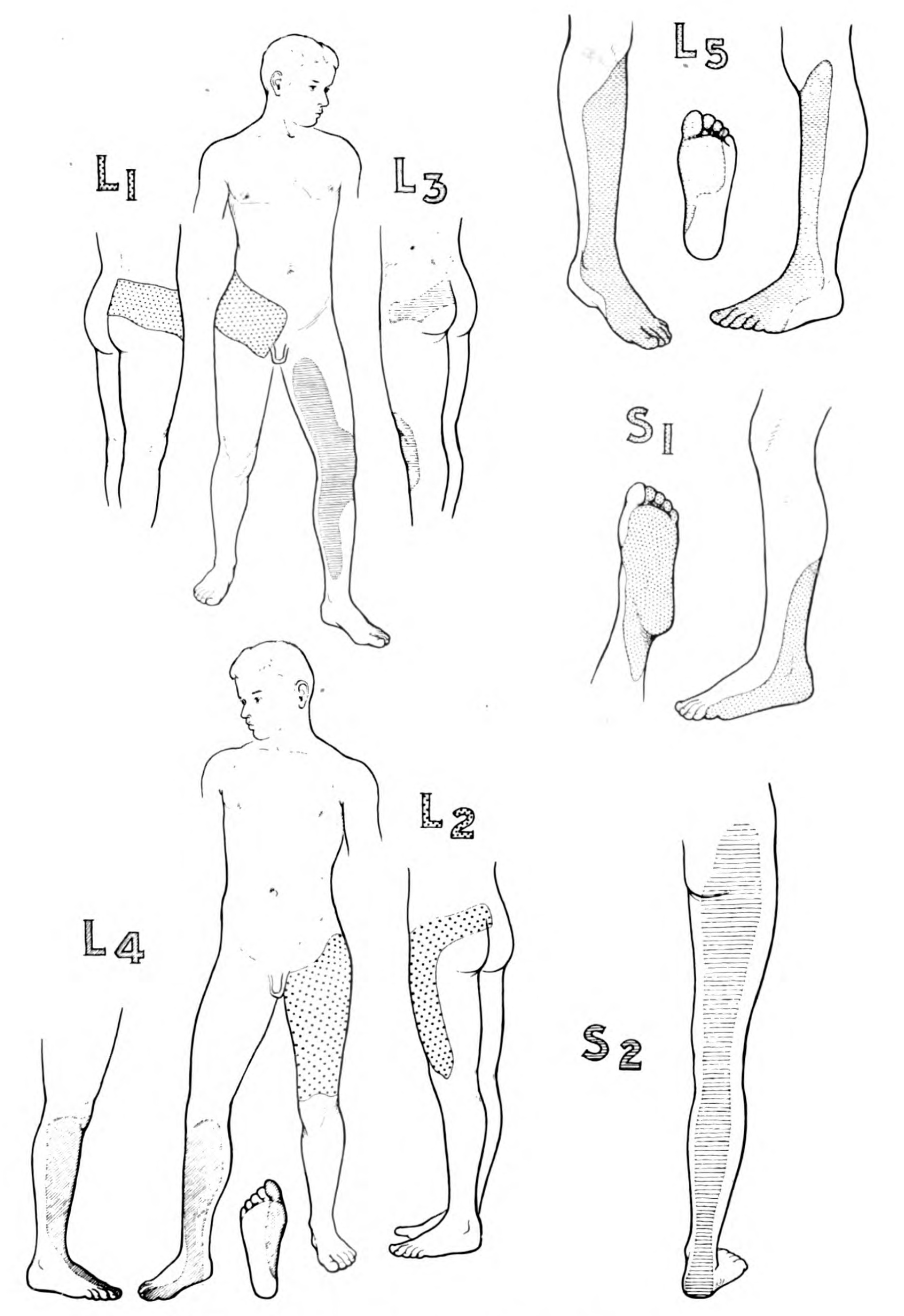
Дерматоми нижньої кінцівки (модифіковані, від Fender, за Foerster)

- C2 — принаймні один см збоку від потиличного виступу в основі черепа. В іншому разі, точка щонайменше на 3 см позаду вуха.
- C3 — У надключичній ямці, на середньоключичній лінії.
- C4 — над акроміально-ключичним суглобом.
- C5 — на латеральній (радіальній) стороні передліктьової ямки, проксимальніше ліктя.
- С6 — на задній поверхні проксимальної фаланги великого пальця.
- С7 — на задній поверхні проксимальної фаланги середнього пальця.
- С8 — на задній поверхні проксимальної фаланги мізинця.
- T1 — на медіальній (ліктьовій) стороні передліктьової ямки, дистальніше медіального надвиростка плечової кістки.
- Т2 — на верхівці пахвової западини.
- Т3 — місце перетину середньоключичної лінії і третього міжребер'я
- Т4 — місце перетину середньоключичної лінії і четвертого міжребер'я, розташоване на рівні сосків.
- Т5 — місце перетину середньоключичної лінії і п'ятого міжребер'я, розташоване горизонтально посередині між рівнем сосків і рівнем мечоподібного відростка.
- Т6 — перетин середньоключичної лінії і горизонтального рівня мечоподібного відростка.
- Т7 — Перетин середньоключичної лінії та горизонталі на одній чверті відстані між рівнем мечоподібного відростка та рівнем пупка.
- Т8 — Перетин середньоключичної лінії та горизонтального рівня на половині відстані між рівнем мечоподібного відростка та рівнем пупка.
- Т9 — Перетин середньоключичної лінії та горизонтального рівня на трьох чвертях відстані між рівнем мечоподібного відростка та рівнем пупка.
- Т10 — Перетин середньоключичної лінії на горизонтальному рівні пупка.
- Т11 — Перетин середньоключичної лінії на горизонтальному рівні посередині між рівнем пупка та паховою зв'язкою.
- Т12 — Перетин середньоключичної лінії та середини пахової зв'язки.
- L1 — посередині між ключовими сенсорними точками для T12 і L2.
- L2 — на передньому медіальному відділі стегна, посередині лінії, що з'єднує середню точку пахової зв'язки та медіального надвиростка стегнової кістки.
- L3 — на медіальному надвиростку стегнової кістки.
- L4 — над медіальною кісточкою.
- L5 — на задній поверхні стопи в третьому плюснефаланговому суглобі.
- S1 — на латеральній стороні п'яткової кістки.
- S2 — в середині підколінної ямки.
- S3 — над горбистістю сідничної або внутрішньосідничної складки
- S4 і S5 — в періанальній ділянці, менше ніж на один см латеральніше від шкірно-слизової зони

Нижче наведено список черепних нервів, відповідальних за відчуття від обличчя:
- V1 (1-й відділ трійчастого нерва) — пов'язаний з офтальмічним оперізуючим герпесом
- V2 (2-й відділ трійчастого нерва)
- V3 (3-й відділ трійчастого нерва)

## Додаткові зображення

Схема сегментарного розподілу шкірних нервів правої верхньої кінцівки
Нижня кінцівка
стопа
Великі дерматоми ташкірні нерви (вигляд спереду)
Великі дерматоми та шкірні нерви (вигляд ззаду)